# Sug och fräls
Sug och fräls är The Kristet Utseendes debutalbum. Det utgavs 1995 i 500 ex. Albumet återutgavs 1996 samt med 5 bonusspår 2008.

## Låtlista
| Nr           | Titel                                            | Längd |
| ------------ | ------------------------------------------------ | ----- |
| 1.           | Bärs som Bärs (The Kristet Utseende)             | 1:14  |
| 2.           | Kairos Fjollor (The Kristet Utseende)            | 2:57  |
| 3.           | Tommy Tommy (The Kristet Utseende)               | 2:30  |
| 4.           | Holk (The Kristet Utseende)                      | 1:31  |
| 5.           | Kristen Tjackfabrik (The Kristet Utseende)       | 1:01  |
| 6.           | En fet jävla Holk (The Kristet Utseende)         | 2:10  |
| 7.           | Moffegreven (The Kristet Utseende)               | 2:14  |
| 8.           | Piss-slickarn från Milano (The Kristet Utseende) | 1:43  |
| 9.           | Bög i Buffalo (The Kristet Utseende)             | 1:21  |
| Total längd: | Total längd:                                     | 16:41 |

| 10.          | Höga Nord (The Kristet Utseende)           | 1:49  |
| 11.          | Janne (The Kristet Utseende)               | 2:35  |
| 12.          | Folkets Hus I Kabul (The Kristet Utseende) | 1:20  |
| 13.          | Duschring (The Kristet Utseende)           | 2:30  |
| 14.          | Har Du Sett? (The Kristet Utseende)        | 8:32  |
| Total längd: | Total längd:                               | 34:35 |

## Medverkande musiker
- Pastor Fahlberg (Jörgen Fahlberg) sång
- The Slayer Lansink (Michel Lansink) gitarr
- Mike Bong H (Mikael Höglund) elbas
- Ulph Svenson (Jesper Forselius) trummor
- Anneli Hedström - violin på "Kairos Fjollor"